# هاریدوار
هاریدوار (به انگلیسی: Haridwar) یک شهر در هند است که در Haridwar district واقع شده‌است. هاریدوار ۱۲٫۳ کیلومتر مربع مساحت و ۳۱۰٬۵۶۲ نفر جمعیت دارد و ۳۱۴ متر بالاتر از سطح دریا واقع شده‌است.